# Gorovje Hisar
Gorovje Hisar (tadžiško Қаторкӯҳи Ҳисор, latinizirano: Qatorko‘hi Hisor, uzbeško Ҳисор тизмаси, latinizirano: Hisor tizmasi), prej gorovje Gissar (rusko Гиссарский хребет, latinizirano: Gissarskij hrebet) je gorovje v Srednji Aziji, v zahodnem delu sistema Pamir–Alaj, ki se razteza več kot 200 km v splošni smeri vzhod–zahod čez ozemlje Tadžikistana in Uzbekistana.

## Geografija
Gorovje Hisar leži južno od gorovja Zarafšsn, se razteza severno od Dušanbeja skozi tadžikistansko okrožje Hisar v okrožjih republiške podrejenosti in doseže Uzbekistan na severni konici regije Surhondarjo.
Najvišja točka v gorovju Hisar je Alpomiš, kar je bilo potrjeno v raziskavi leta 2023, ki je pokazala, da je bližnji Khazret Sultan nižji. Z nadmorsko višino 4668 metrov gora leži na meji med Uzbekistanom in Tadžikistanom, severozahodno od Dušanbeja, in je tudi najvišja točka v Uzbekistanu.
Gorovje Hisar je sestavljeno iz kristalinskih kamnin, skrilavca in peščenjaka, preluknjanih z granitnimi intruzijami.

## Narava
Dolina Hisar, ki obsega narodni park Širkent, je 3000 hektarov velik rezervat, ki naj bi se v prihodnjih letih razširil na približno 30.000 ha in ima nenavadno visoko koncentracijo lokacij zgodovinskega in znanstvenega pomena.
Leta 1970 so na severnem pobočju grebena odkrili Gissarsko naravno žarišče poljske kuge, kjer je brinova voluharica (Microtus carruthersi) glavni prenašalec te posebno nevarne okužbe.